# 人民民主
人民民主（英語：People's democracy）是第二次世界大战后发展起来的马克思列宁主义的一个理论概念，指的是多个阶级相互联合实现社会主义民主。在法西斯主义兴起之前，共产党曾呼吁在全世界范围内组建苏维埃共和国，譬如，中华苏维埃共和国或者威廉·福斯特写就的《走向苏维埃的美国》一书。然而，在法西斯主义兴起以及法国人民阵线与西班牙人民阵线政府建立之后，保加利亚共产党领导人格奥尔基·季米特洛夫领导下的共产国际开始倡导广泛的多阶级统一战线，而不是纯粹的苏维埃式的无产阶级专政。在反法西斯的人民阵线时期，跨阶级民主的可能性被证明可行。

## 发展历程
格奥尔格·卢卡奇是第一位提出来共产党建立民主共和国设想的人，这个设想出自他于1929年写就的所谓的《勃鲁姆提纲》。1967年，卢卡奇进一步阐释：
对于大多数人来说，很难想象这听起来多么自相矛盾。尽管第三届共产国际第六次会议确实提到了这一可能性，但普遍认为，从历史角度而言，不可能采取这种倒行逆施的方案，因为匈牙利早在1919年已经是一个苏维埃共和国了